# گوست‌وایر: پیوند به ماوراءالطبیعه
گوست‌وایر: پیوند به ماوراءالطبیعه (انگلیسی: Ghostwire: Link to the Paranormal) یک بازی ویدئویی ماجراجویی/پازل/شبیه‌ساز تک‌نفره برای سکو‌ی نینتندو دی‌اس‌آی می‌باشد که به زودی منتشر خواهد شد.